# ミケーレ・セレナ
- ミケーレ・セレーナ

ミケーレ・セレナ（Michele Serena、1970年3月10日 - ）は、イタリア・メストレ出身の元サッカー選手、現サッカー指導者。現役時代のポジションはDF。元イタリア代表。

## 選手経歴

### クラブ
1986年、セリエCに所属していたACメストレでプロデビュー。同年、メストレがヴェネツィアFCに合併されると、ヴェネツィアに引き続き在籍して2シーズンで44試合に出場した。1989年、ユヴェントスFCに移籍したが、2シーズンのレンタル移籍を経て、ジャンルカ・ヴィアッリのユヴェントス加入に伴うオプションとしてUCサンプドリアに放出された。1995年から3シーズン在籍したACFフィオレンティーナでは、1996-97シーズンのUEFAカップウィナーズカップなどに出場した。
1998年の夏、アトレティコ・マドリードの監督に就任したアリゴ・サッキに勧誘されて同クラブに移籍した。1シーズンのみのプレーとなったが、カルロス・アギレラやサンティ・デニア、ホセ・チャモらとともにチームのDFラインを形成し、リーグ戦35試合に出場して3得点を挙げた。
1999年には母国のパルマ・カルチョ1913に復帰し、2003年にインテルで現役から引退した。

### 代表
1998年9月5日、UEFA EURO 2000予選のウェールズ代表戦にて、試合終了5分前にエウゼビオ・ディ・フランチェスコとの交代でイタリア代表初キャップを記録したが、これ以降の出場機会は訪れなかった。

## 指導者経歴
現役引退後の2005年からヴェネツィアFCで下部組織のコーチとして指導者の道をスタートさせると、2008年3月10日にトップチームの監督に就任した。2008-09シーズンに入ってもトップチームの監督として指揮していたが、11月10日にクラブがリーグ最下位に転落したことで解任された。同クラブを退任後は主にセリエCやセリエBに所属するクラブの指揮を取り、2011-12シーズンから2シーズン指揮を執ったスペツィア・カルチョでは、2011-12シーズンのコッパ・イタリア・セリエC優勝や翌シーズンのセリエC優勝をクラブにもたらし、クラブをセリエB昇格に導いた。

## タイトル

### 選手
ユヴェントスFC
- コッパ・イタリア : 1回 (1989-90)
- UEFAカップ : 1回 (1989-90)

ACモンツァ
- コッパ・イタリア・セリエC : 1回 (1990-91)

UCサンプドリア
- コッパ・イタリア : 1回 (1993-94)

ACFフィオレンティーナ
- コッパ・イタリア : 1回 (1995-96)
- スーペルコッパ・イタリアーナ : 1回 (1996)

パルマ・カルチョ1913
- スーペルコッパ・イタリアーナ : 1回 (1999)

### 指導者
スペツィア・カルチョ
- レガ・プロ・プリマ・ディヴィジオーネ : 1回 (2011-12)
- コッパ・イタリア・セリエC : 1回 (2011-12)
- スーペルコッパ・ディ・レガ・ディ・プリマ・ディヴィジオーネ : 1回 (2012)